# Grand Prix Europy 2005
Wyniki Grand Prix Europy, siódmej rundy Mistrzostw Świata Formuły 1 w sezonie 2005.

## Wyniki sesji
| Legenda oznaczeń w tabelach wyników Wyświetl szablon na nowej stronie | Legenda oznaczeń w tabelach wyników Wyświetl szablon na nowej stronie                                                                     |
| Oznaczenie                                                            | Wyjaśnienie |
| --------------------------------------------------------------------- | --- |
| Złoty                                                                 | Zwycięzca lub mistrzostwo |
| Srebrny                                                               | 2. miejsce lub wicemistrzostwo |
| Brązowy                                                               | 3. miejsce lub II wicemistrzostwo |
| Zielony                                                               | Ukończył, punktował (w klasyfikacji generalnej, gdy zdobył co najmniej jeden punkt na przestrzeni sezonu, poza trzema powyższymi opcjami) |
| Niebieski                                                             | Ukończył, nie punktował (w klasyfikacji generalnej, gdy nie zdobył co najmniej jednego punktu na przestrzeni sezonu)                      |
| Czerwony                                                              | Nie zakwalifikował się (NZ) |
| Czerwony                                                              | Nie prekwalifikował się (NPK) |
| Różowy                                                                | Nie ukończył (NU) |
| Różowy                                                                | Niesklasyfikowany (NS) (w klasyfikacji generalnej, gdy nie został sklasyfikowany w żadnym wyścigu sezonu)                                 |
| Czarny                                                                | Zdyskwalifikowany (DK) |
| Czarny                                                                | Wykluczony (WYK/EX) |
| Biały                                                                 | Nie wystartował (NW) |
| Biały                                                                 | Kontuzjowany (K/INJ) |
| Biały                                                                 | Wyścig odwołany (OD/C) |
| Bez koloru                                                            | Został wycofany (WYC/WD) |
| Bez koloru                                                            | Nie przybył (NP/DNA) |
| Bez koloru                                                            | Nie brał udziału w treningach (NT/DNP) |
| Bez koloru                                                            | Nie został zgłoszony (–) |
| Pogrubienie                                                           | Start z pole position |
| Kursywa                                                               | Najszybsze okrążenie wyścigu |
| †                                                                     | Nie ukończył, ale jego rezultat został zaliczony ze względu na przejechanie więcej niż 90% dystansu wyścigu.                              |
| *                                                                     | Sezon w trakcie |
| 1/2/3                                                                 | Punktowana pozycja w sprincie kwalifikacyjnym                                                                                             |
| Lista systemów punktacji Formuły 1                                    | |

### Sesje Treningowe
| Sesja | Nr | Kierowca        | Konstruktor      | Czas     |
| ----- | -- | --------------- | ---------------- | -------- |
| 1     | 35 | Alexander Wurz  | McLaren-Mercedes | 1:31.670 |
| 2     | 35 | Alexander Wurz  | McLaren-Mercedes | 1:30.623 |
| 3     | 5  | Fernando Alonso | Renault          | 1:30.615 |
| 4     | 9  | Kimi Räikkönen  | McLaren-Mercedes | 1:14.280 |

### Kwalifikacje
| P  | Imię i nazwisko      | Kraj            | Nazwa stajni             | Opony       | Okr. | Czas     | Strata   |
| -- | -------------------- | --------------- | ------------------------ | ----------- | ---- | -------- | -------- |
| 1  | Nick Heidfeld        | Niemcy          | Williams-BMW             | Michelin    | 3    | 1:30.081 |          |
| 2  | Kimi Räikkönen       | Finlandia       | McLaren-Mercedes         | Michelin    | 3    | 1:30.197 | 0:00.116 |
| 3  | Mark Webber          | Australia       | Williams-BMW             | Michelin    | 3    | 1:30.368 | 0:00.287 |
| 4  | Jarno Trulli         | Włochy          | Toyota                   | Michelin    | 3    | 1:30.700 | 0:00.619 |
| 5  | Juan Pablo Montoya   | Kolumbia        | McLaren-Mercedes         | Michelin    | 3    | 1:30.890 | 0:00.809 |
| 6  | Fernando Alonso      | Hiszpania       | Renault                  | Michelin    | 3    | 1:31.056 | 0:00.975 |
| 7  | Rubens Barrichello   | Brazylia        | Ferrari                  | Bridgestone | 3    | 1:31.249 | 0:01.168 |
| 8  | Ralf Schumacher      | Niemcy          | Toyota                   | Michelin    | 3    | 1:31.392 | 0:01.311 |
| 9  | Giancarlo Fisichella | Włochy          | Renault                  | Michelin    | 3    | 1:31.566 | 0:01.485 |
| 10 | Michael Schumacher   | Niemcy          | Ferrari                  | Bridgestone | 3    | 1:31.585 | 0:01.504 |
| 11 | Felipe Massa         | Brazylia        | Sauber-Petronas          | Michelin    | 3    | 1:32.553 | 0:02.472 |
| 12 | David Coulthard      | Wielka Brytania | Red Bull Racing-Cosworth | Michelin    | 3    | 1:32.553 | 0:02.472 |
| 13 | Jenson Button        | Wielka Brytania | B.A.R.-Honda             | Michelin    | 3    | 1:32.594 | 0:02.513 |
| 14 | Vitantonio Liuzzi    | Włochy          | Red Bull Racing-Cosworth | Michelin    | 3    | 1:32.642 | 0:02.561 |
| 15 | Jacques Villeneuve   | Kanada          | Sauber-Petronas          | Michelin    | 3    | 1:32.891 | 0:02.810 |
| 16 | Takuma Satō          | Japonia         | B.A.R.-Honda             | Michelin    | 3    | 1:32.926 | 0:02.845 |
| 17 | Tiago Monteiro       | Portugalia      | Jordan-Toyota            | Bridgestone | 3    | 1:35.047 | 0:04.966 |
| 18 | Patrick Friesacher   | Austria         | Minardi-Cosworth         | Bridgestone | 3    | 1:35.954 | 0:05.873 |
| 19 | Narain Karthikeyan   | Indie           | Jordan-Toyota            | Bridgestone | 3    | 1:36.192 | 0:06.111 |
| 20 | Christijan Albers    | Holandia        | Minardi-Cosworth         | Bridgestone | 3    | 1:36.239 | 0:06.158 |

### Wyścig
| P                 | + / –     | Nr | Kierowca             | Konstruktor       | Opony | Okr. | Czas / Strata | Komentarz         |
| ----------------- | --------- | -- | -------------------- | ----------------- | ----- | ---- | ------------- | ----------------- |
| 1                 | 5         | 5  | Fernando Alonso      | Renault           | M     | 59   | 1h31:46.648   |                   |
| 2                 | 1         | 8  | Nick Heidfeld        | Williams-BMW      | M     | 59   | +0:16.567     |                   |
| 3                 | 4         | 2  | Rubens Barrichello   | Ferrari           | B     | 59   | +0:18.549     |                   |
| 4                 | 8         | 14 | David Coulthard      | Red Bull-Cosworth | M     | 59   | +0:31.588     | [ 1 ]             |
| 5                 | 5         | 1  | Michael Schumacher   | Ferrari           | B     | 59   | +0:50.445     |                   |
| 6                 | 3         | 6  | Giancarlo Fisichella | Renault           | M     | 59   | +0:51.932     | [ 2 ]             |
| 7                 | 2         | 10 | Juan Pablo Montoya   | McLaren-Mercedes  | M     | 59   | +0:58.173     |                   |
| 8                 | 4         | 16 | Jarno Trulli         | Toyota            | M     | 59   | +1:11.091     | [ 3 ]             |
| 9                 | 5         | 15 | Vitantonio Liuzzi    | Red Bull-Cosworth | M     | 59   | +1:11.529     |                   |
| 10                | 3         | 3  | Jenson Button        | BAR-Honda         | M     | 59   | +1:35.786     |                   |
| 11                | 9         | 9  | Kimi Räikkönen       | McLaren-Mercedes  | M     | 58   | +1 okr.       | wypadek           |
| 12                | 4         | 4  | Takuma Satō          | BAR-Honda         | M     | 58   | +1 okr.       |                   |
| 13                | 2         | 12 | Jacques Villeneuve   | Sauber-Petronas   | M     | 58   | +1 okr.       |                   |
| 14                | 3         | 11 | Felipe Massa         | Sauber-Petronas   | M     | 58   | +1 okr.       |                   |
| 15                | 2         | 18 | Tiago Monteiro       | Jordan-Toyota     | B     | 58   | +1 okr.       | [ 4 ]             |
| 16                | 3         | 19 | Narain Karthikeyan   | Jordan-Toyota     | B     | 58   | +1 okr.       |                   |
| 17                | 3         | 20 | Christijan Albers    | Minardi-Cosworth  | B     | 57   | +2 okr.       |                   |
| 18                | Bez zmian | 21 | Patrick Friesacher   | Minardi-Cosworth  | B     | 56   | +3 okr.       |                   |
| Niesklasyfikowani |           |    |                      |                   |       |      |               |                   |
|                   |           | 17 | Ralf Schumacher      | Toyota            | M     | 33   |               | wypadł z toru     |
|                   |           | 7  | Mark Webber          | Williams-BMW      | M     | 0    |               | kolizja z Montoyą |
| P                 | + / –     | Nr | Kierowca             | Konstruktor       | Opony | Okr. | Czas / Strata | Komentarz         |

## Klasyfikacja po wyścigu

### Kierowcy
| P  | +/- | Imię i nazwisko      | Kraj            | Stajnia                  | PKT | 1 miejsca | 2 miejsca | 3 miejsca | P. pos |
| -- | --- | -------------------- | --------------- | ------------------------ | --- | --------- | --------- | --------- | ------ |
| 1  | 0   | Fernando Alonso      | Hiszpania       | Renault                  | 59  | 4         | 1         | 1         | 2      |
| 2  | 0   | Kimi Räikkönen       | Finlandia       | McLaren-Mercedes         | 27  | 2         | 0         | 1         | 3      |
| 3  | +1  | Jarno Trulli         | Włochy          | Toyota                   | 27  | 0         | 2         | 1         | 0      |
| 4  | +1  | Nick Heidfeld        | Niemcy          | Williams-BMW             | 25  | 0         | 2         | 1         | 1      |
| 5  | -1  | Mark Webber          | Australia       | Williams-BMW             | 18  | 0         | 0         | 1         | 0      |
| 6  | +1  | Giancarlo Fisichella | Włochy          | Renault                  | 17  | 1         | 0         | 0         | 1      |
| 7  | -1  | Ralf Schumacher      | Niemcy          | Toyota                   | 17  | 0         | 0         | 0         | 0      |
| 8  | +1  | Michael Schumacher   | Niemcy          | Ferrari                  | 16  | 0         | 1         | 0         | 0      |
| 9  | -1  | Juan Pablo Montoya   | Kolumbia        | McLaren-Mercedes         | 16  | 0         | 0         | 0         | 0      |
| 10 | +1  | Rubens Barrichello   | Brazylia        | Ferrari                  | 15  | 0         | 1         | 1         | 0      |
| 11 | 0   | David Coulthard      | Wielka Brytania | Red Bull Racing-Cosworth | 15  | 0         | 0         | 0         | 0      |
| 12 | 0   | Alexander Wurz       | Austria         | McLaren-Mercedes         | 6   | 0         | 0         | 1         | 0      |
| 13 | 0   | Jacques Villeneuve   | Kanada          | Sauber-Petronas          | 5   | 0         | 0         | 0         | 0      |
| 14 | 0   | Pedro de la Rosa     | Hiszpania       | McLaren-Mercedes         | 4   | 0         | 0         | 0         | 0      |
| 15 | 0   | Christian Klien      | Austria         | Red Bull Racing-Cosworth | 3   | 0         | 0         | 0         | 0      |
| 16 | 0   | Felipe Massa         | Brazylia        | Sauber-Petronas          | 2   | 0         | 0         | 0         | 0      |
| 17 | 0   | Vitantonio Liuzzi    | Włochy          | Red Bull Racing-Cosworth | 1   | 0         | 0         | 0         | 0      |

### Konstruktorzy
| P | +/- | Nazwa stajni             | PKT | 1 miejsca | 2 miejsca | 3 miejsca |
| - | --- | ------------------------ | --- | --------- | --------- | --------- |
| 1 | 0   | Renault                  | 76  | 5         | 1         | 1         |
| 2 | 0   | McLaren-Mercedes         | 53  | 2         | 0         | 2         |
| 3 | 0   | Toyota                   | 44  | 0         | 2         | 1         |
| 4 | 0   | Williams-BMW             | 43  | 0         | 2         | 2         |
| 5 | 0   | Ferrari                  | 31  | 0         | 2         | 1         |
| 6 | 0   | Red Bull Racing-Cosworth | 19  | 0         | 0         | 0         |
| 7 | 0   | Sauber-Petronas          | 7   | 0         | 0         | 0         |